# Тиванцы
Тиванцы — деревня в Велижском районе Смоленской области России. Входит в состав Крутовского сельского поселения. По состоянию на 2007 год постоянного населения не имеет.
Расположена в северо-западной части области в 7 км к юго-востоку от Велижа, в 5 км западнее автодороги Р133 Смоленск — Невель. В 60 км южнее деревни расположена железнодорожная станция Голынки на линии Смоленск — Витебск.

## История
В годы Великой Отечественной войны деревня была оккупирована гитлеровскими войсками в июле 1941 года, освобождена в сентябре 1943 года.